# Parabole (Bible)
Pour les articles homonymes, voir Parabole (homonymie).
La parabole dans la Bible est un récit allégorique qui sert à illustrer un propos. Le mot « parabole » vient du grec παραϐολή (parabolê), qui signifie « juxtaposition, comparaison » et est utilisé dans la Septante. En hébreu, une parabole s'appelle un mashal (משל), c'est-à-dire une « comparaison ».
Le Tanakh (l'Ancien Testament pour le christianisme) ne contient que cinq paraboles au sens strict, tandis que le Nouveau Testament en compte près de cinquante.

## L'Ancien Testament (Tanakh)

### Définition
Les paraboles de l'Ancien Testament sont peu nombreuses. La Jewish Encyclopedia (1906) en dénombre cinq au sens strict, dans le Deuxième Livre de Samuel, le Premier Livre des Rois et le Livre d'Isaïe : 2S 12,1-4 (la brebis de Nathan), 2S 14,6-8 (le fils survivant), 1R 20,39-40 (le prisonnier évadé), Es 5,1-6 (le vignoble gaspillé) et Es 28,24-28. Elle établit une distinction entre ces cinq passages du Tanakh et plusieurs textes symboliques comme dans le Livre d'Ézéchiel : Ez 3,24-26, Ez 4,1-4 (Le Siège de Jérusalem) et Ez 24,3-5. 
La Catholic Encyclopedia (1909) retient les quatre premières paraboles définies par la Jewish Encyclopedia : 2S 12,1-4, 2S 14,4, 1R 20,39 et Es 5,1-8. Elle précise que les chapitres 1 à 3 du Livre d'Osée peuvent former une parabole et que Ez 24,3-5 constitue explicitement un mashal.
L'Encyclopaedia Judaica (2008) cite les cinq paraboles de la Jewish Encyclopedia : 2 S 12-1-5, 2 S 14:5b-7, 1 R 20:39-40, Is 5:1b-6 et Is 28:24-29. Elle ajoute que le Livre de Jonas et le Livre de Ruth peuvent avoir une fonction de parabole.

## Le Nouveau Testament
Les paraboles du Nouveau Testament sont au nombre d'environ cinquante. Elles peuvent être classées selon leur présence dans un ou plusieurs Évangiles, selon leur formule d'introduction comme pour John Dominic Crossan ou encore selon leur genre littéraire comme pour Rudolf Bultmann. Par exemple, Bultmann distingue la « parole-image » (Mc 2:21s), la métaphore (Mt 5:13), la comparaison (Mt 24:27), l’hyperbole (Mt 10:30), la similitude (Lc 15:4s), la parabole au sens strict (Lc 15:11s), l'exemple (Lc 10:30-36) et l’allégorie (Mc 4:13-20).
Ces récits, souvent brefs, se trouvent dans les Synoptiques et peuvent être vus comme un écho de la tradition juive, qui se refuse à nommer Dieu, et donc comme une « façon de voiler en dévoilant ».

## La parabole comme illustration du texte biblique
Le mashal est l'une des méthodes d'enseignement de l'exégèse rabbinique dans le Talmud et en particulier dans le Midrash à partir du Ier siècle EC. Les meshalim se réfèrent souvent à un « roi » qui symbolise toujours Dieu. La signification de la parabole rabbinique, c'est-à-dire ce qui est représenté par le mashal, se nomme le nimshal (terme issu de la même racine משל).